# Lumbrineris grandis
Lumbrineris grandis är en ringmaskart som beskrevs av Treadwell 1906. Lumbrineris grandis ingår i släktet Lumbrineris och familjen Lumbrineridae. Inga underarter finns listade i Catalogue of Life.